# مو شیا
مو شیا (انگلیسی: Mu Xia؛ زادهٔ ۸ آوریل ۱۹۷۴) بازیکن سافت‌بال زن اهل چین بود. در بازی‌های المپیک تابستانی ۲۰۰۰ و ۲۰۰۴ شرکت کرده‌است.